# Gorgone triocellata
Gorgone triocellata là một loài bướm đêm trong họ Noctuidae.